# Johann Gänsbacher
Johann Gänsbacher   (Sterzing, 8 de maig de 1778 - Viena, 13 de juliol de 1844) fou un compositor i director d'orquestra austríac.

## Biografia
Johann Baptist Peter Joseph Gänsbacher va néixer a Vipiteno. El seu pare (1751-1806), que també portava el nom de Johann Gänsbacher, era mestre de cor i mestre d'escola a Vipiteno. La seva mare Maria Elisabeth, de soltera Mayer (1741–1815) provenia d'una família de teixidors i era mestressa de casa que cuidava la família de sis. El seu pare va fomentar el seu talent musical des de ben petit i, als vuit anys, li va permetre formar-se com a corista a St. Jakob d'Innsbruck. Això incloïa classes de teoria musical, lliçons de baix i piano amb Josef Alois Holzmann, un dels professors de música més respectats del Tirol. Des de 1789 va assistir a l'escola secundària a Bozen, on va rebre més lliçons de tocar l'orgue i el violoncel.
De 1795 a 1801 Gänsbacher va estudiar filosofia i jurisprudència a la Universitat d'Innsbruck. El 1797, a la Primera Guerra de la Coalició, Gänsbacher es va oferir voluntari per primera vegada per a la defensa nacional. Després de completar els seus estudis a la Universitat d'Innsbruck, va decidir anar a Viena per rebre una formació addicional de l'Abbé Vogler. Abbé Joseph Benedikt Falk va tenir un paper important en la mediació a Viena, així com al Firmian, que més tard es va convertir en els seus mecenes més importants. El 1806 també es va convertir en alumne de Johann Georg Albrechtsberger, que va ocupar el càrrec de Mestre de Capella de la Catedral de Sant Esteve de 1793 a 1809. Durant aquest temps, es van crear moltes composicions: Mitjançant la mediació de Vogler, Gänsbacher va tenir l'oportunitat d'escriure una missa per al príncep Esterhazy i Gänsbacher també va crear diverses obres per al Firmià durant aquest temps. A Viena va conèixer moltes de les principals personalitats musicals del seu temps, inclosos Joseph Haydn, Antonio Salieri i Johann Nepomuk Hummel. El 1810, juntament amb Carl Maria von Weber i Giacomo Meyerbeer, va rebre més lliçons de Vogler a Darmstadt, però al cap de tres mesos va viatjar de nou a Bohèmia a una finca firmiana.
Gänsbacher va informar a l'exèrcit que s'unía a una empresa tirolesa a Klagenfurt. El 1813 va ser nomenat capità d'una tropa de 170 persones a Lienz. Després de recuperar amb èxit el Tirol, les empreses de voluntaris es van dissoldre i Gänsbacher es va quedar inicialment a Trento, on va assistir a acadèmies musicals. Des de 1815 Gänsbacher va tornar a Innsbruck, on pertanyia al Jägerregiment i va dirigir la banda del regiment. El 1816 va tornar a viatjar a Viena, on va ser homenatjat personalment per l'emperador pels seus serveis militars. També va conèixer Ludwig van Beethoven i Constanze Mozart durant diverses visites. A Innsbruck, a més de les seves funcions com a oficial, va participar en diversos esdeveniments musicals i va tenir un paper clau en la fundació de l'Associació de Música d'Innsbruck el 1818.
Com que les seves esperances d'ocupació segura a Innsbruck no es van complir, Gänsbacher va dirigir la seva atenció a Viena i al lloc vacant de director de la catedral de Sant Esteve. Al mateix temps, Weber li va oferir la possibilitat d'un treball a Dresden. Amb el suport de nombrosos advocats nobles, en particular el príncep arquebisbe Leopold Maximilian Graf Firmian, va rebre el decret d'ocupació el 1824 i després, als 47 anys, es va casar amb Juliane Schandl, que venia de Thaur. Els expedients administratius de l'arxiu diocesà mostren que Gänsbacher es va dedicar amb diligència i consciència a les seves tasques i va fer campanya urgent per millors condicions laborals i salaris més alts per als músics. També va ser prolífic com a compositor de l'església, creant moltes més obres per a Sant Esteve de les que requeria la seva obligació contractual. Un sou addicional sempre va ser rebutjat per l'oficina del mestre de l'església en referència a la tensa situació financera i la càrrega dels costos de construcció de la torre.
Gänsbacher va morir a Viena el 13 de juliol de 1844. Deixà la seva dona amb els dos fills Antonie (1831-1921) i Josef (1829-1911). Antonie Gänsbacher va llegar una gran part de la propietat del seu pare al Ferdinandeum d'Innsbruck. Com el seu pare, Joseph Gänsbacher va estudiar dret abans de decidir dedicar-se a una carrera musical. Es va convertir en una personalitat important de la vida musical vienesa i en un sol·licitat professor de cant al Conservatori de la Gesellschaft der Musikfreunde. Johannes Brahms li va dedicar la seva Sonata per a violoncel núm. 1 en mi menor.
Descansa en una tomba d'honor al Cementiri Central de Viena (Grup 0, Fila 1, Número 61), al costat del seu fill Josef Gänsbacher, al qual va ser traslladat des del Cementiri de Sankt Marx. El 1894, la Gänsbachergasse de Vienna-Landstrasse (3r districte) i Simmering (11è districte) va rebre el seu nom. Al districte de Saggen d'Innsbruck, la Gänsbacherstrasse el commemora.
El seu alumne més important va ser el compositor tirolès Josef Netzer.

## Obres (selecció)
La producció compositiva de Gänsbacher inclou misses, rèquiems, vespres, lletanies i música de cambra, així com cançons, obres vocals i instrumentals. Gänsbacher va compondre tant música profana com sacra, encara que el seu enfocament com a director de la catedral es va centrar gairebé exclusivament en la música sacra. Entre les seves primeres obres també hi ha algunes composicions per encàrrec. Durant el seu servei militar també va crear obres per a música de vent, principalment marxes. El nombre de les seves composicions és de centenars.
- Concerto in Es-Dur für Klarinette und Orchester op. 24
- Symphonie in D-Dur
- Märsche
  - "Alexandermarsch"
  - "Jubelmarsch"
- Messen
  - Missa in Es-Dur "Pro Bozen"
  - Missa No. 5 in C-Dur "Pro Kaltern"
  - Messe No. 2 in C-Dur
  - Festmesse in D-Dur
  - Messe in B-Dur op. 32
- Serenade op. 12
- Großes Requiem in Es-Dur op. 15
- Trio in F-Dur für Klavier, Violine und Violoncello op. 16
- Vesper in D-Dur